# 馬爾科瓦 (莫納斯特里斯卡區)
49°9′34″N 25°2′57″E / 49.15944°N 25.04917°E
馬爾科瓦（烏克蘭語：Маркова），是烏克蘭的村落，位於該國西部捷爾諾波爾州，由喬爾特基夫區負責管轄，始建於1642年，面積2.8平方公里，2001年人口504，人口密度每平方公里180人。